# Stazione di Mole del Mignone
La stazione di Mole del Mignone è una stazione ferroviaria, formalmente senza traffico, posta lungo la linea ferroviaria Civitavecchia-Orte chiusa al traffico nel 1961 e dismessa nel 2011 tra Civitavecchia a Capranica.

## Storia
La stazione venne aperta nel 1928, privata del suo traffico nel 1961 e in seguito venne smantellato anche il suo piazzale.

## Strutture e impianti
La stazione disponeva di un fabbricato viaggiatori ancora esistente seppur pericolante e di due binari ormai disarmati.